# Ауде-Маас
А́уде-Маа́с (нід. Oude Maas, «Старий Маас») — річка в Нідерландах, рукав Рейну, колишнє русло Маасу. Починається біля Папендрехту, де річка Бенеден-Мерведе поділяється на Норд і Ауде-Маас, тече вздовж південного берега острова Ейсселмонде, і після того, як від нього відходить Дордтсе-Кіл, Ауде-Маас утворює північну межу острова Хуксевард, а потім тече на захід, де біля міста Ауд-Бейерланд від нього відокремлюється річка Спей. Після цього Ауде-Маас прямує на північний захід між містами Спейкеніссе і Хогвліт, і у міста Влардінген зливається з річкою Ньїве-Маас, утворюючи річку Схер.
| Нідерланди | Це незавершена стаття з географії Нідерландів. Ви можете допомогти проєкту, виправивши або дописавши її. |

| Річка | Це незавершена стаття про річку. Ви можете допомогти проєкту, виправивши або дописавши її. |